# Christina von Hodenberg

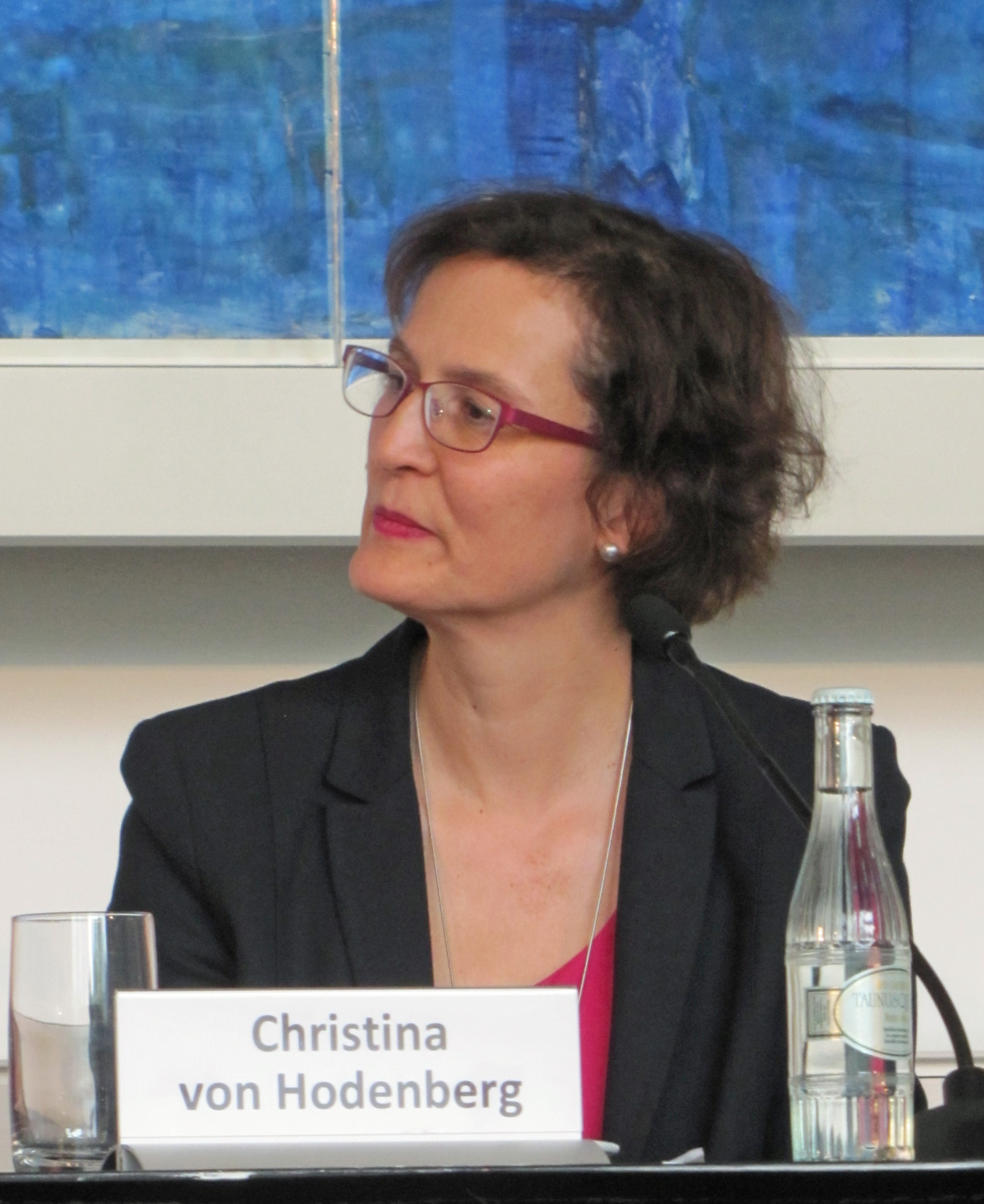
Christina von Hodenberg (2018)

Christina von Hodenberg (bürgerl. Christina Marie-Luise Freifrau von Hodenberg; * 4. November 1965 in Krefeld) ist eine deutsche Historikerin, Professorin an der Queen Mary University of London und Direktorin des Deutschen Historischen Instituts (DHI) London.

## Leben
Christina von Hodenberg studierte an den Universitäten Bonn und München und wurde 1995 bei Hans-Ulrich Wehler in Bielefeld mit einer Kollektivbiographie über preußische Richter in der Revolution 1848/49 promoviert. Als Assistentin von Ulrich Herbert habilitierte sie sich 2004 an der Albert-Ludwigs-Universität Freiburg mit einer Geschichte der westdeutschen Massenmedien von 1945 bis 1973. 
Sie arbeitete als Kennedy Memorial Fellow an der Harvard University (2000–2001) und als Visiting Professor an der University of California, Berkeley (2002–2005). Seit 2006 lehrt von Hodenberg an der Queen Mary University of London. Im Jahr 2014 erhielt sie den Humboldt-Forschungspreis für ihre Forschungen zur Sozial- und Mediengeschichte Deutschlands im 19. und 20. Jahrhundert. Sie ist Mitglied der German History Society und Mitglied des Wissenschaftlichen Beirats des Zentrums für Zeithistorische Forschung Potsdam. Am 1. September 2018 übernahm sie in Nachfolge von Andreas Gestrich die Leitung des Deutschen Historischen Instituts London.

## Publikationen (Auswahl)
- Die Partei der Unparteiischen. Der Liberalismus der preußischen Richterschaft 1815–1848/49 (= Kritische Studien zur Geschichtswissenschaft. Band 113). Vandenhoeck & Ruprecht, Göttingen 1996, ISBN 3-525-35776-1 (Zugl.: Bielefeld, Univ., Diss., 1995).
- Aufstand der Weber. Die Revolte von 1844 und ihr Aufstieg zum Mythos. Dietz, Bonn 1997, ISBN 3-8012-3073-2.
- Mit dem Rotstift gegen die soziale Frage. Die preußische Pressezensur und der schlesische Weberaufstand 1844. Duncker und Humblot, Berlin 1999.
- Konsens und Krise. Eine Geschichte der westdeutschen Medienöffentlichkeit, 1945 bis 1973 (= Moderne Zeit. Band 12). Wallstein, Göttingen 2006, ISBN 978-3-8353-0029-3 (Zugl.: Freiburg (Breisgau), Univ., Habil.-Schr., 2004).
- mit Detlef Siegfried (Hrsg.): Wo »1968« liegt. Reform und Revolte in der Geschichte der Bundesrepublik. Vandenhoeck & Ruprecht, Göttingen 2006, ISBN 978-3-525-36294-5.
- mit Ulrich Herbert (Hrsg.): Media history after 1945. In: Journal of modern European history. Vol. 10,1. Beck, München 2012, DNB 1019979240 (teilweise deutsch und teilweise englisch).
- Televisions Moment. Sitcom Audiences and the Sixties Cultural Revolution. Berghahn, New York (NY)/Oxford 2015.
- Das andere Achtundsechzig. Gesellschaftsgeschichte einer Revolte. Beck, München 2018, ISBN 978-3-406-71971-4.
- Gesellschaftsgeschichtliche Perspektiven auf das westdeutsche „Achtundsechzig“ (= Aus Politik und Zeitgeschichte. Nr. 38–39/2018). Bundeszentrale für politische Bildung, Bonn 2018, https://www.bpb.de/shop/zeitschriften/apuz/275888/gesellschaftsgeschichtliche-perspektiven-auf-das-westdeutsche-achtundsechzig/